# خوان خوزه لوپز
خوان خوزه لوپز (انگلیسی: Juan José López؛ زادهٔ ۳۱ اکتبر ۱۹۵۰) بازیکن فوتبال اهل آرژانتین است.
از باشگاه‌هایی که در آن بازی کرده‌است می‌توان به باشگاه فوتبال ریور پلاته، باشگاه فوتبال بانفیلد، باشگاه فوتبال بوکا جونیورز، و باشگاه فوتبال آرژانتینوس جونیورز اشاره کرد.
وی همچنین در تیم ملی فوتبال آرژانتین بازی کرده‌است.